# 許學
參數所指定的目標頁面不存在，建議更正成存在頁面或直接建立下列一個頁面（建立前請先搜尋是否有合適的存在頁面可以取代）：
- 許學 (崇禎進士)

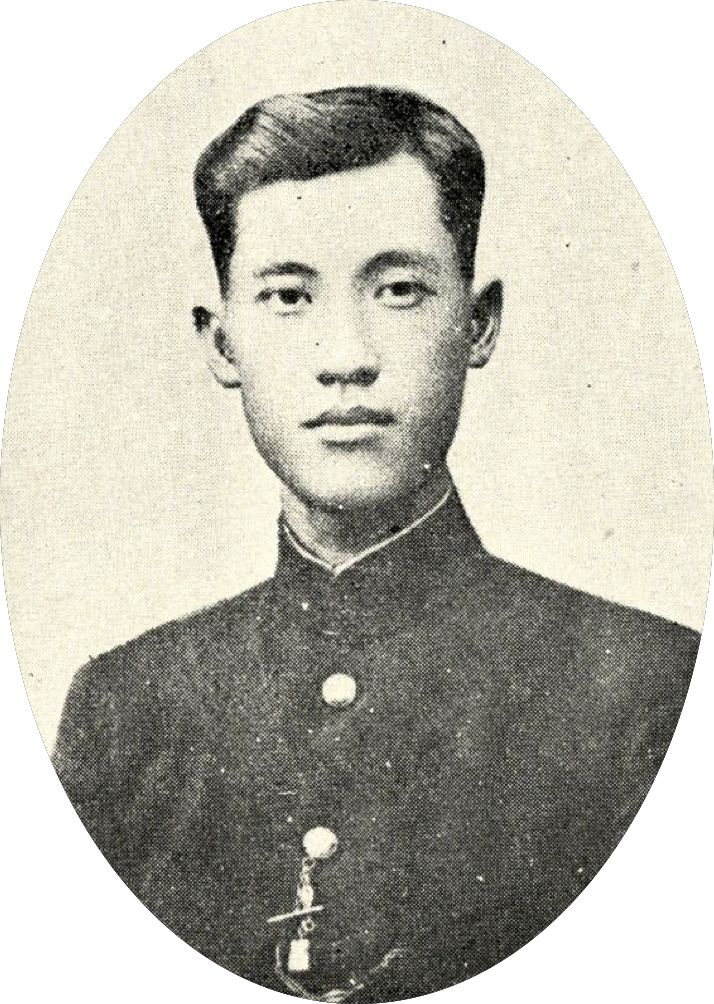
許學肖像

許學（1892年9月5日—1951年6月10日），字稼秋:176，臺灣彰化縣鹿仔港堡（今鹿港鎮）人，醫師、詩人、政治人物，曾任臺中州會議員。

## 生平
許學於光緒十八年七月十五日（1892年9月5日）出生在彰化鹿港:111，父許存德，母顏茄冬:176。1898年拜呂喬南門下研習漢學，1901年赴鹿港公學校（今鹿港國小）就讀，1907畢業，同年入學臺灣總督府醫學校（今國立臺灣大學醫學院），1912年4月畢業，隔月即前往臺北醫院（今國立臺灣大學醫學院附設醫院）任職，1913年應二林地方人士之邀前往當地開設太岳醫院:111，遇貧困患者一律不收費:176。1914年8月任臺灣公醫。
1924年因鹽水港製糖株式會社溪州製糖所（今溪州糖廠）剝削甘蔗農民，與二林長林爐、大城長吳萬益結合二林庄、大城庄、竹塘、沙山庄（今芳苑鄉）二千餘名蔗農向臺中州廳和臺灣總督府殖產局陳情:176。翌年二林仁和宮重修，任參贊員，與翁廷泉共同奉獻一對石柱，立於大門二側:176。
1927年辭去公醫職務，移居竹塘:76:89，同時將太岳醫院移至該處:176，1930年至臺北醫學專門學校進修:76:89，取得學位:111，1933年任三五公司源成農場囑託:176。1936年參選臺中州會議員當選，1940年繼續連任，至1944年為止:176。後被指派為竹塘庄長，因第二次世界大戰之緣故，僅能在倉庫內開會，許學本身患有高血壓，且倉庫內相當悶熱，故導致腦溢血，臥病在床:177。
竹塘在第二次世界大戰爆發期間設有簡易機場，其看見自該處起飛之飛機不曾再飛回，後得知此即神風特攻隊，當時軍中缺乏醫藥用品，便將家中一部份藥物贈與軍方，軍隊後亦將商未用完之藥品送回。戰後有民眾檢舉其接受日軍贈送的醫藥，經調查後獲得無罪:177。1946年4月任臺中縣參議員:177，1951年6月10日過世。

## 教育
1942年，許學設置「存德私塾」，在晚間上課，邀鹿港文人朱啟南教授四書五經、《幼學瓊林》《古文觀止》:177，1960年擔任臺灣省議會議員:189的莊北斗曾於該處就讀:177。

## 詩文
許學曾加入地方詩社香草吟社，並在竹塘自宅設置「可園」，供詩友聚會，園內有池塘、花園、涼亭等設施。其詩作大部分均已散佚，僅《東寧擊鉢吟前集》收錄〈春濤〉一首：「春風吹破碧玻璃，萬頃茫茫望欲迷；卻比秋時舟子弄，濤頭又遜一分低。」《東寧擊鉢吟後集》收錄〈穿山甲〉一首：「渾身貫甲敢當前，物願於今亦有然；覓食入淵機最巧，依山結穴計猶便。躬披翠鎧重重合，背綰銀鱗密密堅，視彼蝸牛矜兩角，不如精銳得安全。」:177